# Stephen Mosko
Stephen „Lucky“ Mosko (* 7. Dezember 1947 in Denver; † 5. Dezember 2005 in Green Valley, Kalifornien) war ein US-amerikanischer Komponist, Dirigent und Musikpädagoge.
Mosko spielte in seiner Jugend Schlagzeug in einem städtischen Orchester, das von Antonia Brico geleitet wurde. Diese gab ihm ersten Klavier- und Dirigierunterricht. An der Yale University studierte er Komposition bei Donald Martino und Dirigieren bei Gustav Meier und erhielt 1969 den Bachelorgrad magna cum lauda. Er setzte seine Ausbildung bei Mel Powell, Morton Subotnick und Leonard Stein am California Institute of the Arts fort, wo er nach Erlangung des Mastergrades 1972 dreißig Jahre lang unterrichtete.
Er war zehn Jahre lang musikalischer Direktor der San Francisco Contemporary Music Players und wirkte als Chefdirigent des Griffin Ensemble of Boston und musikalischer Leiter der Chicago Contemporary Players. Als Gastdirigent trat er mit dem San Francisco Symphony Orchestra und dem Los Angeles Philharmonic Orchestra auf. Außerdem dirigierte er u. a. beim Holland Festival, dem Ojai Festival, dem Foro International de Musica Nueva in Mexiko-Stadt, den Monday Evening Concerts und an der Minnesota Opera und dirigierte das Boston’s Collage and Dinosaur Annex Ensemble, das Merkin Hall Music Today Ensemble, das niederländische Schoenberg Ensemble und das Netherlands Wind Ensemble. 1984 war er musikalischer Leiter des Olympic Arts Contemporary Music Festival, 1987 des Los Angeles Festival (John Cage Celebration) und 1990 des Ojai Music Festival. 
In seinen Kompositionen verband Mosko Neue Musik mit Weltmusik und nahm hierbei u. a. Einflüsse aus zeremonieller Sufi-Musik, der chinesischen Oper, rumänischen Zigeunerweisen und dem isländischen epischen Gesang auf. Seine Werke wurden u. a. vom San Francisco Symphony Orchestra, dem Los Angeles Philharmonic Orchestra, dem Sacramento Symphony Orchestra, der California EAR Unit, der Group for New Music of New York, dem Aspen Festival Orchestra, dem New York New Music Ensemble und La Camerata of Mexico, und bei den Festivals  von Ojai, Tanglewood und dem June in Buffalo aufgeführt. Er erhielt u. a. zwei Kompositionsstipendien des National Endowment for the Arts, zwei Preise der BMI Foundation und einen Preis der Fromm Foundation. Er unternahm als Stipendiat der Senior Fulbright/Hayes-Stiftung zwei Studienreisen nach Island und war 1989 Gastkomponist des Sacramento New American Music Festival. Als Vorstandsmitglied wirkte er im National Endowment for the Arts, der Chamber Music America, der MacDowell Colony, im California Arts Council und dem American Music Center mit.

## Werke
- Loveley Mansions für Dirigent, Flöte, Sänmger, Erzähler und Kammerensemble, 1971
- Karinhall für Klavier, 1972
- Night of the Long Knifes für dramatischen Sopran und Kammerensemble, 1974
- Three Clerks in Niches für Kammerensemble, 1976
- Darling für Kontrabass, 1976
- The Cosmology of Easy Listening für Perkussionstrio, 1978
- Rais Murad für Cello und Klavier, 1978
- Indigenous Music für gemischten Chor und Solisten, 1980
- Indigenous Music II für Kammerensemble, 1984
- Indigenous Music II: Flute, 1984
- Indigenous Music II: Piano, 1984
- Superluminal Connections I: The Atu of Tahuti für Orchester, 1985
- The Road to Tiphareth für Kammerensemble, 1986
- For Morton Feldman für Flöte, Cello und Klavier, 1987
- Schweres Loos für Sprechstimme, Piccoloflöte, Bassklarinette und Cello, 1988
- A Garden of Time für Orchester, 1989
- Transliminal Music für Orchester, 1992
- Movable Doe für Kammerensemble, 1990
- Psychotropes für Kammerensemble, 1993
- Psychotropics für Kammerensemble, 1994
- Rendering für Klavier, 1995
- Rupuze für Flöte und Gitarre, 1997
- String Quartet, 1998
- Variations on a Theme of Sol Bright für Kammerensemble, 1999
- Bow-Vine Song für Violine, o. D.
- God Metot Enob(s) für Klavier, o. D.